# تمثال كوميتاس (يريفان)

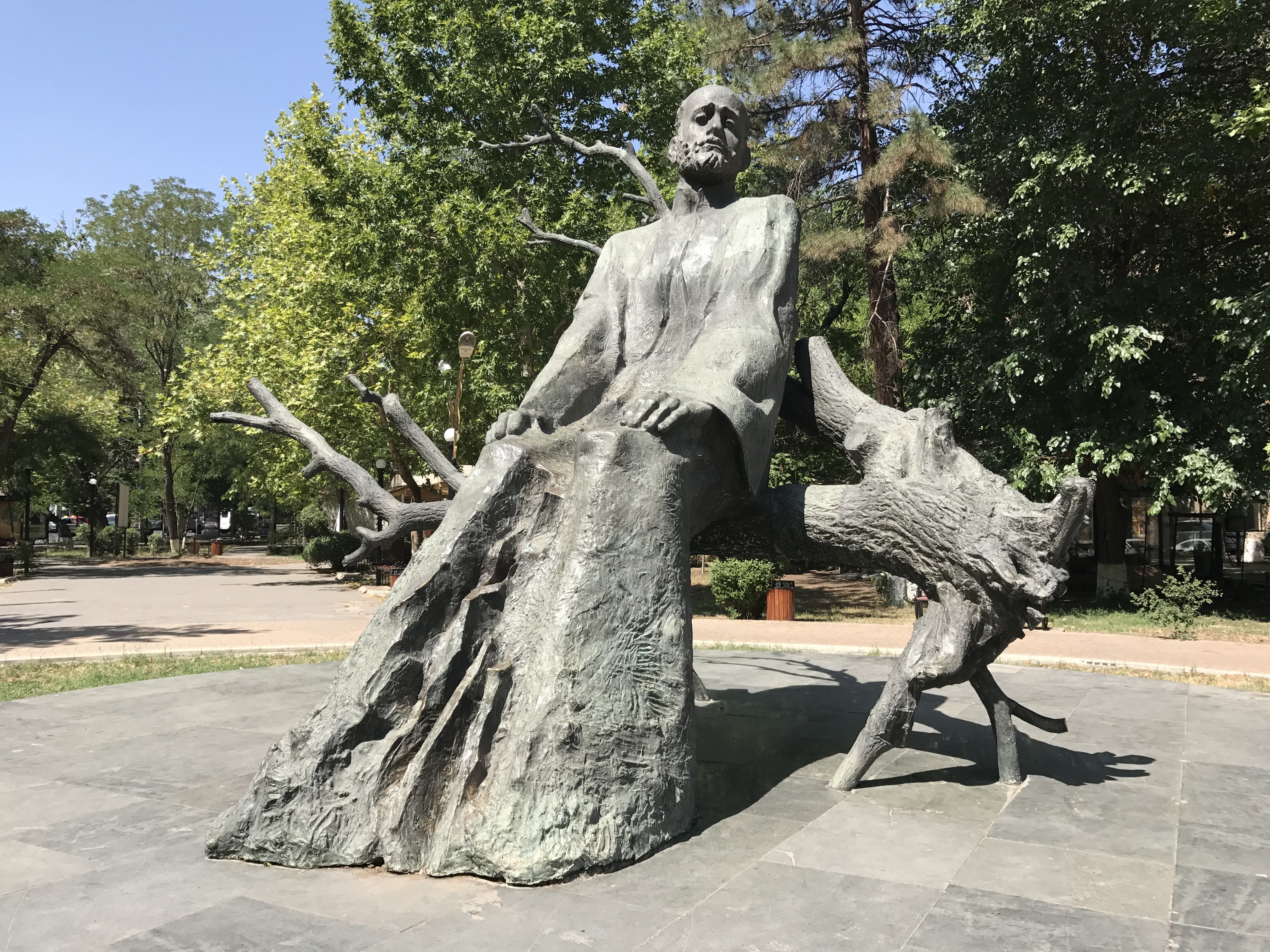
تمثال كوميتاس

تمثال كوميتاس (بالأرمينية|Կոմիտասի հուշարձան) هو واحد من أهم تماثيل مدينة يريفان عاصمة أرمينيا.

## التاريخ
تم تثبيت هذا التمثال في 8 يناير 1988. وقد قام النحات آرا هاروتونيان بإنجازه تخليدا لذاكرة الملحن والشاعر ورجل الدين الأرمني كوميتاس إذ كان من أكبر المعجبين به و غذى حياته الإبداعية طوال حياته.

## الوصف
يوجد النصب بجوار معهد كونتاس في مدينة يريفان بأرمينيا. وهو مصنوع بالأساس من معدن البرونز والجرانيت كما أن ارتفاعه يناهز الثلاثة أمتار.

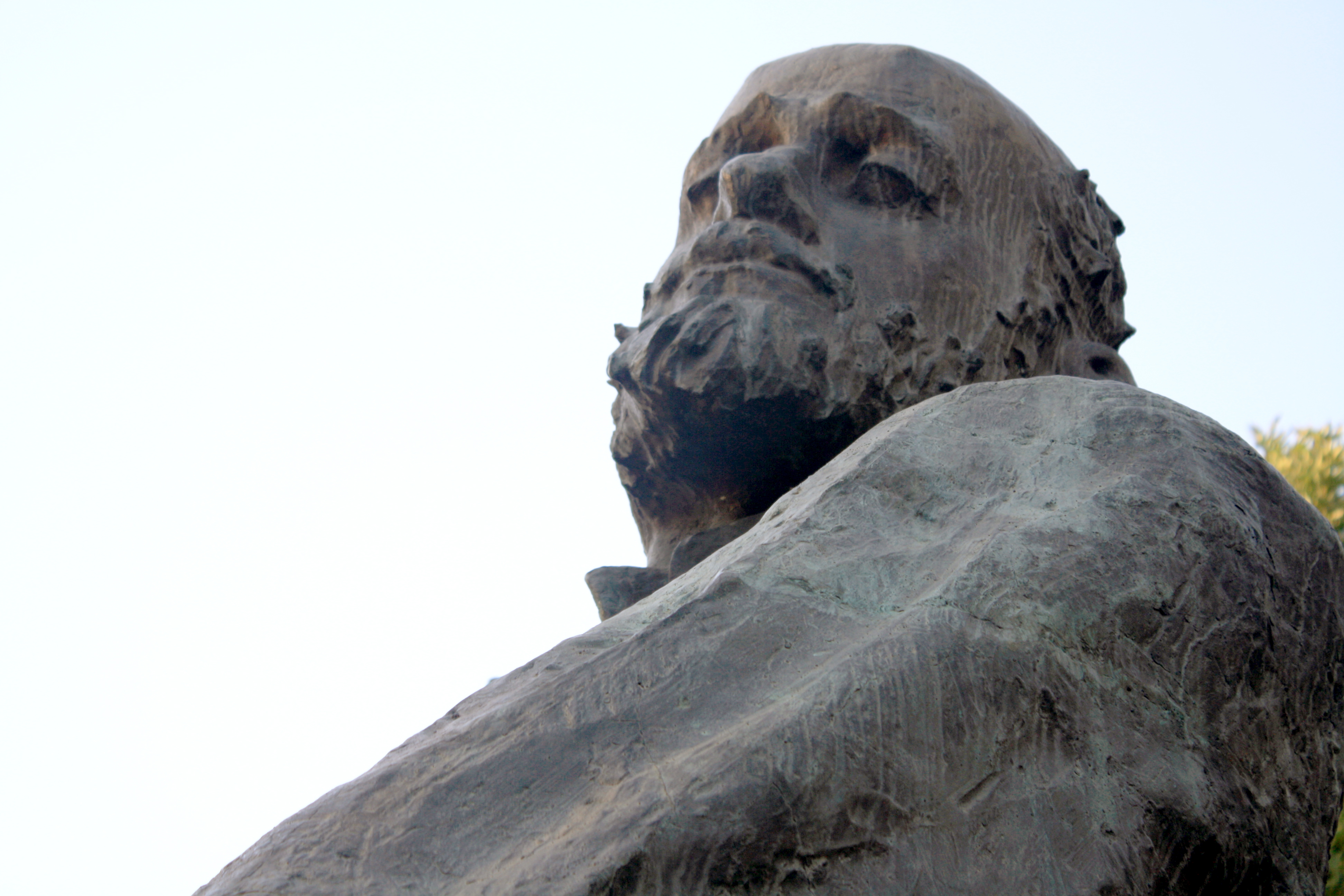
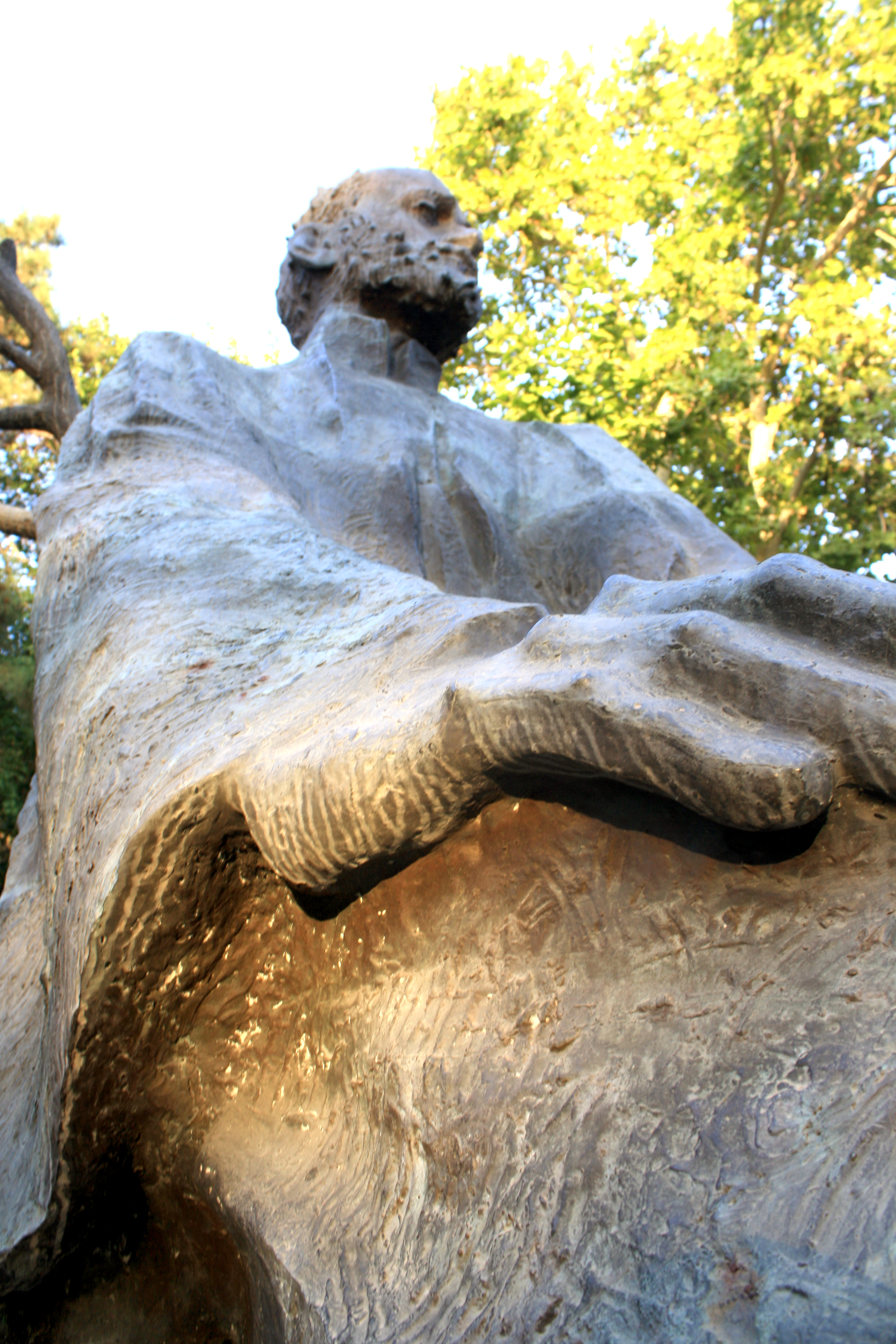
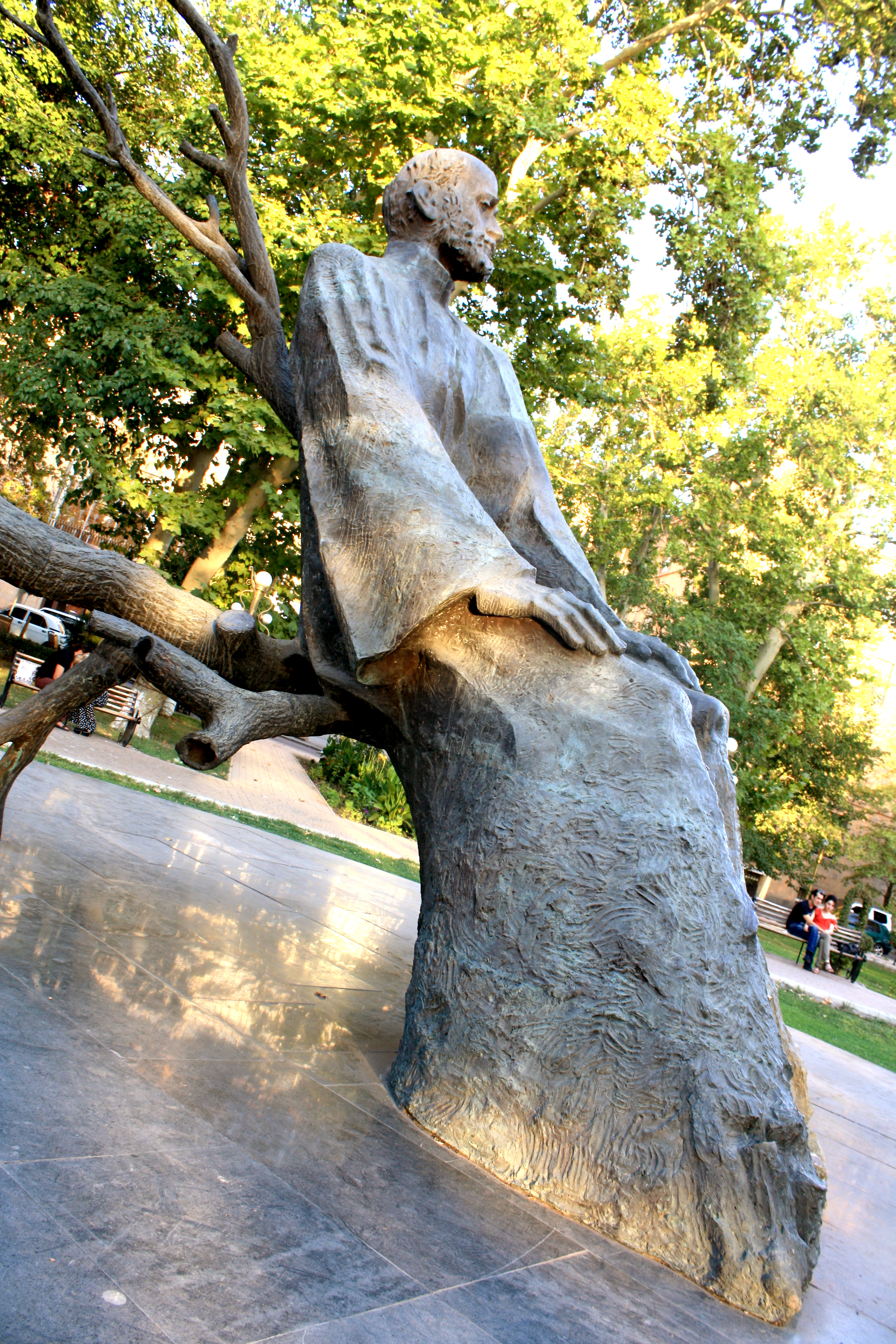